# Колонбе-Мюра
Колонбе-Мюра (фр. Collombey-Muraz) — громада  в Швейцарії в кантоні Вале, округ Монте.

## Географія
Громада розташована на відстані близько 85 км на південний захід від Берна, 33 км на захід від Сьйона.
Колонбе-Мюра має площу 29,8 км², з яких на 12,5% дозволяється будівництво (житлове та будівництво доріг), 37,7% використовуються в сільськогосподарських цілях, 40,1% зайнято лісами, 9,7% не є продуктивними (річки, льодовики або гори).

## Демографія
2019 року в громаді мешкало 9467 осіб (+30,1% порівняно з 2010 роком), іноземців було 25,5%. Густота населення становила 318 осіб/км².
За віковим діапазоном населення розподілялося таким чином: 23,4% — особи молодші 20 років, 63,8% — особи у віці 20—64 років, 12,8% — особи у віці 65 років та старші. Було 3859 помешкань (у середньому 2,4 особи в помешканні).
Із загальної кількості 3103 працюючих 105 було зайнятих в первинному секторі, 849 — в обробній промисловості, 2149 — в галузі послуг.